# Jabel El Laws
Jabel El Laws, também chamada de Jabel Mussa (do árabe) é uma montanha de formação rochosa granítica em forma de "U", sendo a mais alta elevação na parte norte do território da atual Arábia Saudita.

## História
Quando a Rainha Helena, mãe do imperador romano Constantino, o Grande, indicou um monte na península de Sinai como o local do bíblico monte Horebe, o imperador determinou ao mundo cristão que este local era o verdadeiro monte sagrado.
Eusebio e outras autoridades religiosas não viram nenhuma razão óbvia para que Constantino escolhesse a região áspera e montanhosa do centro-sul do Sinai. Contudo, o imperador, alegando um sonho profético que teve, determinou, e sua vontade prevaleceu.
Desde aquela época é aceita a área da península de Sinai como sendo a do bíblico monte Sinai.
Entretanto, Jabel El Laws apresenta-se mais adequado à narrativa do texto bíblico, apresenta também evidências arqueológicas e geológicas que o qualifica à possível condição de ser a montanha sagrada.